# Tiamat
Tiamat var i mesopotamisk mytologi saltvattnets urgudinna.  Hon beskrivs som en monstruös gestalt och ses som en av de första kända drakgestalterna i historien. Tiamat var gudarnas moder och symbol för urtidens kaoskrafter. 
Tiamat finns omnämnd i eposet Enuma Elish. Hon var tillsammans med sötvattensguden Apsu en av de två urgudarna vid skapelsen. När de förenade sig uppstod livet och de yngre gudagenerationerna. Tiamat ville utrota de yngre gudarna, men besegrades och dödades av guden Marduk. Av hennes döda kropp skapas himmel och jord, av svansen Vintergatan. Människan skapas därefter från blodet av ett annat urtidsmonster kallat Kingu för att tjäna gudarna.  Därpå byggde gudarna staden Babylon med dess tempel till Marduks ära över hans bedrift. 